# Pont de l'Axe mixte
Le pont de l'Axe mixte est un pont routier de l'île de La Réunion, département et région d'outre-mer français dans le sud-ouest de l'océan Indien. Long de 271 mètres, ce pont en poutre-caisson construit en béton précontraint en 2001-2002, dernier ouvrage d'art franchissant la Rivière des Galets avant son embouchure, relie les communes du Port au nord et de Saint-Paul au sud en supportant la route nationale 7.